# Storia di Monaco

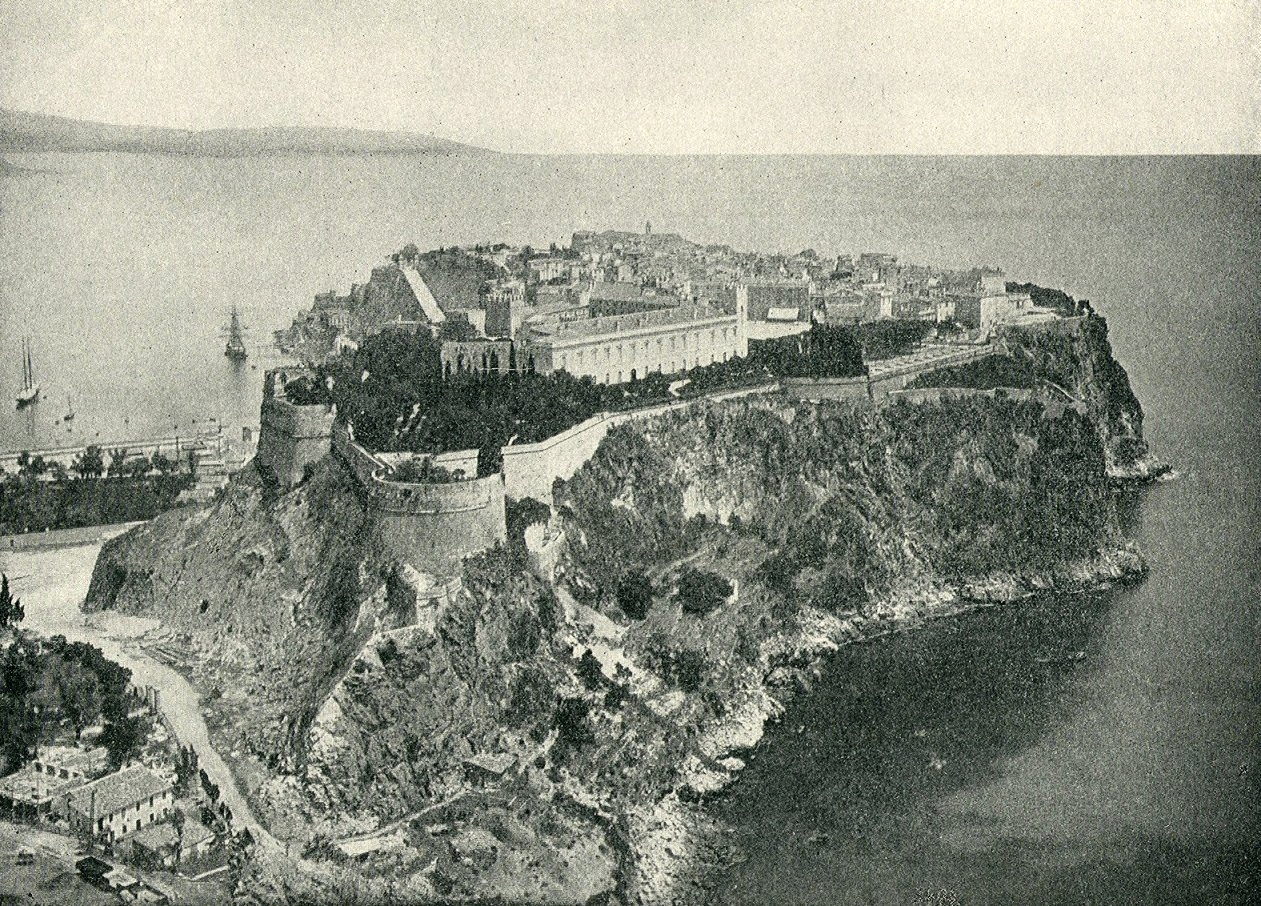
Monaco nel 1890

Il Principato di Monaco nacque ufficialmente nel 1612, quando Onorato II di Monaco divenne il primo Principe sovrano di Monaco.
La famiglia Grimaldi ebbe la propria signoria a partire dal 1331 con Carlo I di Monaco, riconosciuto come primo signore sovrano di Monaco e considerato il fondatore della dinastia dei sovrani del Principato.
In precedenza furono signori di Monaco Francesco Grimaldi e Ranieri I (padre di Carlo I) per qualche anno dal 1297 al 1301, poi Monaco ritornò sotto la Repubblica di Genova e alla famiglia Spinola fino al 1331.
Questo feudo divenuto poi indipendente in quel periodo sorgeva al confine della zona di influenza francese e quella genovese.
Divenuto principato si mise prima sotto la protezione della Spagna, poi sotto quella della Francia e infine del Regno di Sardegna e del successivo Regno d'Italia.

## Periodo pre romano
La zona di Monaco fu abitata fin dai tempi preistorici.
L'area fu urbanizzata dai Fenici che le diedero il nome di Monoike. La zona era popolata dai Liguri. I greci massalioti (600 a.C.) occuparono tutta la costa, facendo retrocedere i Liguri Seborigi di re Nanno fino a Monaco, chiamata quindi Portus Herculis Monoeci, come riferimento mitico: Eracle, di ritorno dalle sue fatiche occidentali, dovette fermarsi dopo il Rodano di fronte ai figli di Posidone, Albione e Ligure, i Liguri appunto.

## Periodo romano e primo Medioevo
Sono pochissime le notizie durante l'Alto Medioevo. Il territorio ha fatto da sempre parte della Regio IX Liguria sotto l'Impero romano, nel regno longobardo e nel Regno d'Italia, il quale fu incluso nell'Impero carolingio prima e nel Sacro Romano Impero poi.
Dopo il danneggiamento da parte dei saraceni venne ricostruito dai monaci dell'abbazia di Saint-Pons di Nizza fondata dai monaci di Lerino verso la fine dell'VIII secolo e a cui passerà nel 1075 la giurisdizione territoriale, assieme all'antica chiesa di Santa Devota di Les Gaumates (oggi La Condamine).
Nel IX secolo si fecero pressanti e distruttive le incursioni, le razzie e distruzioni da parte dei Saraceni che verso il X secolo occuparono la Provenza stabilendo una base operativa fortificata a Frassineto (oggi la Garde-Freinet, presso Saint-Tropez) da cui muovere incursioni in un'ampia area marittima da Marsiglia a Genova e nell'entroterra provenzale, nizzardo, ligure e piemontese, con ampie distruzioni di intere città, abitazioni, chiese e monasteri. A causa delle incursioni saracene, i resti di Santa Devota furono messi in salvo nel monastero di Cimiez a Nizza, scampato il pericolo di profanazione, ritornarono nuovamente nella sua chiesa. Nel 941 la flotta bizantina distrusse quella frassinetana, e nel 973 si ebbe la battaglia di Tourtour con la successiva distruzione di Frassineto, combattuta dalle forze congiunte di liguri e provenzali organizzate dal conte Guglielmo I di Provenza con l'aiuto del marchese di Torino Arduino il Glabro e col sostegno di Papa Giovanni XIII e dell'imperatore Ottone I di Sassonia, che pose fine definitivamente alle razzie e all'occupazione saracena in Provenza.
Si ricomincia a parlare di Monaco nell'XI secolo, quando viene costruita la chiesa di Santa Maria, intorno alla quale si formò un primo borgo che, dalla seconda metà del XII secolo, fu in mano alla vicina Repubblica di Genova. Nel 1215 venne costruito un castello in questa città.
Nel 1162 l'imperatore riconosce a Genova la facoltà di amministrare la giustizia da Portovenere a Monaco.
Nell'agosto 1174 il duca Raimondo di Tolosa concesse a Genova un fondaco a Saint-Gilles, una strada ad Arles e una a Marsiglia, il castello e il borgo di Hyères, le saline di Bouc, metà Nizza, e il poggio di Monaco (dove poter fondare un castello).

## I Grimaldi
L'inizio della storia congiunta di Monaco e della famiglia Grimaldi cominciò in questo periodo quando l'8 gennaio del 1297 Francesco Grimaldi s'impadronì della fortezza costruita dai Genovesi nel 1215 travestito da monaco.
Diventò proprietà definitiva dei guelfi Grimaldi nel 1331. Dal 1301 al 1331 essi persero il controllo della signoria che ritornò alla Repubblica di Genova ed infeudata ai ghibellini Spinola nella persona di Ughetto Spinola e poi del figlio Nicolò; ma fu riconquistata nel 1331 da Carlo I. Genova ebbe il controllo di Monaco in più riprese, dal 1357 al gennaio 1395, dal dicembre 1395 al 1397, dal 1402 al 1419, ma venne sempre rioccupata dai Grimaldi con l'appoggio della Spagna e della Francia che ne riconobbero l'indipendenza da qualunque sovranità esterna nel 1512.
Dopo un periodo passato sotto il protettorato spagnolo, Monaco si mise sotto la protezione della Francia con il Trattato di Péronne del 1641.
Dopo la guerra di successione spagnola, con il Trattato di Utrecht dell'11 aprile 1713 tra il Re di Francia, Luigi XIV, e il Duca di Savoia, Vittorio Amedeo II, i Savoia rivendicarono la sovranità sulle città di Roccabruna e Mentone. Il trattato (art. IX) stabilì che un arbitrato sottoposto al Re di Francia e al Re d'Inghilterra avrebbe dissolto le pretese dei due contendenti. L'arbitrato confermò la sovranità dei Grimaldi sulle due città.

## Periodo napoleonico
I Grimaldi furono estromessi dal principato dalla Rivoluzione francese nel 1793. Durante il periodo napoleonico le tre città monegasche, Monaco, Roccabruna e Mentone costituirono parte integrante della Francia, facendo parte dell'arrondissement di Sanremo nel dipartimento delle Alpi Marittime. Il Principato riacquistò l'indipendenza solamente col congresso di Vienna nel 1815.

## XIX secolo
Con il Congresso di Vienna del 1815, il Principato di Monaco venne posto sotto la protezione del Regno di Sardegna, cui succederà il Regno d'Italia.
Nel 1848, Mentone e Roccabruna si dichiararono "Città libere", adottando come propria bandiera il tricolore italiano. Nel 1860, quando Nizza e la Savoia furono cedute alla Francia in base agli Accordi di Plombières, al trattato di alleanza sardo-francese e al conseguente plebiscito, Napoleone III di Francia ripagò con 4 milioni di franchi-oro il principe di Monaco, acquistando le due città che si trovarono sotto la sovranità francese.
Avendo perso l'80% del proprio territorio e la parte più ricca (coltivazioni di ulivi, limoni, peschi...), Carlo III iniziò una politica turistica e, approfittando dell'arrivo del treno e della creazione di una strada carrozzabile, diede origine al casinò, prima sulla Rocca, poi sull'altipiano delle Spelonghe, in seguito battezzato, in onore a Carlo III, Monte-Carlo (poi ribattezzata Montecarlo dai francesi), che divenne il luogo di maggior prestigio del Principato di Monaco.

## XX e XXI secolo
Dal 1919, il Principato di Monaco è sotto la protezione della Repubblica francese. Il Trattato del 17 luglio 1918 concluso tra la Francia e Monaco a tal fine venne riconosciuto dalle Potenze alleate con il Trattato di Versailles del 28 giugno 1919 (art. 436).
Alberto I, figlio di Carlo III, fu fra i precursori dell'oceanografia e dell'Interpol.
Il principe Luigi II conobbe un periodo difficile durante il secondo conflitto mondiale e subì prima la mite occupazione italiana, poi quella, ben più tragica, dei nazisti.
Il principe Ranieri III (1923-2005) salì al trono nel 1949 e negli oltre 55 anni del suo regno trasformò profondamente il paese, aumentandone il territorio del 40% con lo sviluppo dell'area di Larvotto e la costruzione delle nuove Portier e Fontvielle e dando al Principato un'aura internazionale da "favola" con il suo matrimonio con l'attrice Grace Kelly nel 1956.
Dal 6 aprile 2005, il nuovo principe è Alberto II, nato nel marzo del 1958. Il giuramento è avvenuto 6 giorni dopo.